# Ulleres (dolç)
Unes ulleres són un dolç de pasta de full fet en forma d'ulleres.
En alguns llocs també és conegut com a palmera, paraula provenent del castellà (palmera) i del francès (palmier). És típic tant a Catalunya, el País Valencià i les Illes Balears com a la resta de la península Ibèrica. Tradicionalment era un producte artesanal que es venia a les fleques i pastisseries.
Actualment també hi ha versions petites produïdes industrialment, empaquetades i distribuïdes mitjançant els supermercats. Originalment era un dolç caramel·litzat, però avui també n'hi ha varietats cobertes de xocolata o de xocolata blanca.